# 松田昇大
松田 昇大（まつだ しょうた、1996年1月5日 - ）日本の俳優。三重県津市出身。ISM ENTERTAINMENT所属。

## 略歴
2015年9月 - 2019年9月までダンス&ボーカルグループAMAZO NIGHTとして活動。
2019年9月よりISM ENTERTAINMENT所属。
2025年5月、みえ旅アンバサダーに就任。

## 出演

### 舞台
- 朗読劇『Wizards Witchery』（2019年3月16日・17日、ニッショーホール）- マオ間宮 役[4]
- ヒプノシスマイク-Division Rap Battle- Rule the Stage - 山田二郎 役
  - track.1（2019年11月15日 - 12月2日、品川プリンスホテル ステラボール）[5][6][7][8]
  - track.4（2021年2月5日 - 3月7日、TOKYO DOME CITY HALL / 大阪メルパルクホール / 福岡サンパレスホテル＆ホール）[9]
  - -Battle of Pride-（2021年8月14日・15日、大阪公演 / 8月24日・25日、ぴあアリーナMM）[10]
  - 《Rep LIVE side M.T.C》（2022年8月7日、Zepp Osaka Bayside） - 日替わりゲスト
  - どついたれ本舗 VS Buster Bros!!!（2022年9月23日 - 10月10日、TOKYO DOME CITY HALL / COOL JAPAN PARK OSAKA WW ホール）[11]
  - 《Rep LIVE side B.B》（2023年6月30日 - 7月15日、Zepp Namba / Zepp Fukuoka / Zepp Haneda）[12]
  - -Battle of Pride 2023-（2023年9月3日 - 10日、大阪城ホール / ぴあアリーナMM）[13]
- 27 -7ORDER-（2020年2月9日 - 3月1日、天王洲 銀河劇場 / AiiA 2.5 Theater Kobe）- ジミヘン 役[14]
- ガチャリコフェスティバル（2020年4月 - 5月、日本青年館ホール）※感染症の影響により公演中止[15]
- 舞台『弱虫ペダル』SPARE BIKE篇 〜Heroes（ヒーローズ） 〜（2020年7月、天王洲 銀河劇場 / 南海浪切ホール）- 待宮栄吉 役 ※感染症の影響により公演中止[16]
- 『モンテ・クリスト伯』～黒き将軍とカトリーヌ～（2020年8月16日 - 23日、明治座）- マクシミリアン 役[17]※新型コロナウイルス感染のため降板[18]
- HELI-X - シュンスイ 役
  - HELI-X（2020年12月3日 - 13日、紀伊國屋サザンシアター TAKASHIMAYA / 大阪メルパルクホール）[19][20][21][22]
  - HELI-X II 〜アンモナイトシンドローム〜（2021年10月7日 - 17日、紀伊國屋サザンシアター TAKASHIMAYA）[23]
  - HELI-X III 〜レディ・スピランセス〜（2022年6月3日 - 6月19日、サンシャイン劇場 / 大阪メルパルクホール）[24]
- 『笑ゥせぇるすまん』THE STAGE（2021年3月26日 - 4月11日、品川プリンスホテル ステラボール）- 磯部錦一 役 ほか[25]
- ABSO-METAL Re:START1&2（2021年6月8日 - 13日、シアター1010）[26]※全公演中止[27]
- GARNET OPERA（2022年1月21日 - 2月6日、EX THEATER ROPPONGI / 森ノ宮ピロティホール）- 前田利家 役 ※感染症の影響により大阪公演中止[28]
- アマネ†ギムナジウム オンステージ（2022年4月22日 - 5月15日）- ゼップ・ジングフューゲル役（Wキャスト、team プレッツェル）[29]
- 舞台『プロパガンダゲーム』（2022年8月11日 - 28日、サンモールスタジオ）- 椎名瑞樹 役[30]
- 舞台『咎人の刻印』- 主演・神無（かんな）役
  - 咎人の刻印 〜ブラッドレッド・コンチェルト 〜（2023年2月16日 - 26日、紀伊國屋ホール）[31]
  - 咎人の刻印 〜レミニセンス 〜（2024年1月18日 - 28日、紀伊國屋ホール）[32]
- 舞台『ブルーロック』（2023年5月4日 - 14日、サンケイホールブリーゼ / サンシャイン劇場） - 國神錬介 役[33]
- BREAK FREE STARS（2023年10月23日 - 11月5日、IHIステージアラウンド東京） - デューク 役[34][35]
- Route Theaterこけら落とし公演　舞台『ギャングアワー』（2024年4月18日、Route Theater） - 日替わりゲスト
- パーセプションステージ『Opus.COLORs』（2024年5月10日 - 19日、品川プリンスホテル クラブeX） - 灰島伊織 役[36]
- 舞台『ト音』（2024年6月13日 - 18日、紀伊國屋ホール）[37]-藤 役
- ATTACK on TITAN: The Musical （2024年10月11日 - 13日、New York City Center） - ジャン・キルシュタイン 役[38]
- 少年社中 第43回公演『すいせいむし』（2024年11月15日 - 12月1日、紀伊國屋ホール/大阪・近鉄アート館） - 宇宙飛行士 役[39][40]
- 演劇ドラフトグランプリ THE FINAL（2024年12月10日、日本武道館）- 大空カムイ 役 （チーム雪猿）[41]
- リーディングアクト『夏と夜と夢』（2025年1月14日 - 17日、シアター・アルファ東京（恵比寿）- 楽器屋/夜 役（Team A）[42]
- 『ワールドトリガー the stage』B級ランク戦最終決戦編（2025年4月12日 - 5月11日、日本青年館/COOL JAPAN PARK OSAKA WWホール/シアターH）- 水上敏志（生駒隊） / 奥寺常幸 役（東隊）[43]
- 舞台  十二人の怒れる男（2025年8月8日-11日、千種文化小劇場） -陪審員8号 役[44]
- 舞台『忘却バッテリー』（2025年10月10日 - 19日〈予定〉、天王洲 銀河劇場 / 10月25日・26日〈予定〉、COOL JAPAN PARK OSAKA WWホール） - 巻田広伸 役[45]

### 映画
- シュウカツ4 人狼面接（2020年7月24日公開）- 代沢 役[46][47]
- リモート探偵（2021年12月19日公開）- 傷木猟平 役[48]
- リブートメン~眠らぬ街のコンカフェ探偵~（2025年11月14日公開）

### WEB番組
- キャストサイズチャンネル『大なり昇なりどうなんだい？？』（2020年7月30日 - 2022年3月25日、ニコニコ動画）[49]
- 花の◯年組〜転校生がやってきた！〜 12限目（2021年4月12日、ニコニコ生放送）
- 松田昇大のM BOX（2022年2月18日 - 、ニコニコチャンネル+）[50]
- 後藤大・松田昇大 特別配信 2022夏号（2022年6月26日、オンステージ）
- 【男湯】石谷春貴、ラジオで磨く。（2022年9月6日）[51]
- まさゆうの今何しとん？（2022年10月13日、オンステージ）[52]
- 2.5's GRAND PRIX 2022 - 俳優たちの真剣勝負！ -（2022年12月13日、ABEMA）
- 全惑星★激あまやかしバラエティ『箱入りミュータント』（2023年、DMM TV）‐ ツン 役[53][54]
- 2.5’s GRAND PRIX 2023 - 俳優VSボートレーサー 冬の陣-（2023年12月19日、ABEMA）[55]
- 2.5's俳優ドリーム夏祭り at ROPPONGI（2024年7月13日、ABEMA）[56]
- 演劇ドラフト会議 THE FINAL（2024年10月1日、シアターコンプレックスシアターTOWN）[57]
- 2.5’s GRAND PRIX 2024 - ボートレース頂上決戦開幕SP! -（2024年12月17日、ABEMA）[58]
- Tリーグ公式YouTubeチャンネル Tリーグ卓球エンジョイ大使への道[59]

### テレビドラマ
- 不覚にもキュンときた #14「イケメンアイドルガチオタの恋 前編」（2022年11月5日、中京テレビ）- 蓮斗 役[60][61]
- 三笠のキングと、あと数人 第3話(2025年5月9日、HBC北海道放送ドラマ)[62]

### テレビ番組
- オダイバ!!超次元音楽祭 Z世代のスター大集合SP（2021年8月16日〈15日深夜〉、フジテレビ）[63]

### ラジオ番組
- CONDENSE GARAGE-Monthly Creation（2022年10月22日、渋谷のラジオ）[64]
- RADIO ROCK UP!!（2023年9月8日、MID-FM761）
- DIG!!!!!!!! FUKUOKA（2024年5月2日、FM FUKUOKA ）
- music×serendipity（2024年5月2日、LOVE FM）

### ドラマCD
- シチュエーションドラマシリーズ「処方箋男子 Vol. 7 」（2024年4月27日）-稲妻悟 役[65]

### イベント
- FAN MEETING 2020/24（2020年1月11日、関交協ハーモニックホール）[66]
- FIRST PHOTO BOOK『Dialogue』手渡し会（2021年1月9日、LMJ東京研修センターXL会議室）[67]
- 松田昇大 2nd 写真集『目次』手渡し会（2025年1月5日・1月11日、LMJ東京研修センターXL会議室/CIVI研修センター新大阪）
- カレンダー
  - 2022カレンダー手渡し会（2021年12月12日、LMJ東京研修センターXL会議室）
  - 2023年カレンダー手渡し会（2022年12月11日、Hall Mixa）
  - 2024年カレンダー手渡し会（2023年12月9日、POOL Gallery）
  - 2025年カレンダー手渡し会（2024年12月14日・12月15日、TIXTOWER UENO 8F/サンシステム堀江公園前ビル7F）
- ミニアルバム
  - 1st ミニアルバム『Piece of Life』発売記念 ミニライブ&トークショー（2022年2月23日、SHIBUYA TSUTAYA 8F イベントスペース）[68]
  - 2nd ミニアルバム『Picture Frame』発売記念トークショー（2022年12月21日、SHIBUYA TSUTAYA 8F イベントスペース）
  - 3rd ミニアルバム『RGB』発売記念イベント（2024年2月28日・29日・3月11日・5月2日・8月26日・8月31日・10月20日、SHIBUYA TSUTAYA 8F イベントスペース/東京- HMVエソラ池袋 店内イベントスペース/タワーレコード渋谷/福岡- HMV&BOOKS HAKATA 店内イベントスペース/横浜- ららぽーと横浜セントラルガーデンKiLaLa/名古屋- HMV栄 店内イベントスペース/大阪- HMV&BOOKS SHINSAIBASHI　店内イベントスペース）
  - 4th ミニアルバム『雪月風花』リリースイベント（2025年2月23日・2月26日・2月27日・3月8日・3月9日、大宮アルシェ/HMV&BOOKS SHIBUYA/HMV池袋/ららぽーと立川立飛2F イベント広場/タワーレコード新宿店　9Fイベントスペース）
  - 4th ミニアルバム 『雪月風花』フリーライブ (2025年6月13日、ステラタウン大宮1F屋外メローペ広場)
- LIVE DVD
  - 1st LIVE BIG DAY DVD発売記念イベント（2022年7月2日、Hall Mixa）
  - 2nd LIVE ~PACAGE~ DVD発売記念トークイベント＆お渡し会（2023年5月27日、北とぴあドームホール）
  - 3rd one man LIVE 新世界〜RGB Blu-rayお渡し会（2024年8月24日、Route Theater）
- 松田昇大のM BOX #29、30公開収録イベント（2024年7月6日、Hall Mixa）
- 松田昇大のM BOX #42、#43公開収録イベント（2025年9月14日、HYPERMIX門前仲町）

#### その他出演イベント
- シュウカツ4 DVD発売先行イベント（2020年9月27日、浜離宮朝日ホール 小ホール）[69]
- HELI-X
  - トークイベント「HELI-X Talk Meeting 2021」（2021年7月4日、日本教育会館 一ツ橋ホール）[70]
  - トークイベント「HELI-X Talk Meeting 2022」（2022年3月5日、日本教育会館 一ツ橋ホール）[71]
  - HELIX- Talk Meeting 2022 -ONLINE-（2022年11月26日、fanicon） [72]
  - 「HELI-X VISUAL ART EXHIBITION」（2023年5月17日、ニコニコ生放送）[73]
- ISM FC
  - 1周年 ファンミーティング（2021年9月19日、原宿QUESTホール）[74]
  - 3周年記念企画 『三泊四日のいちゃりばちょーでー 〜石垣島をさすらう男たち〜』DVD発売イベント 前日祭 1日うどん屋店長（2023年7月16日、讃岐手打ちうどん 青ノ山 上野店）
  - 3周年記念企画 『三泊四日のいちゃりばちょーでー 〜石垣島をさすらう男たち〜』DVD発売イベント（2023年7月17日、全電通ホール）[75]
  - ISM FCエンタ祭（2024年8月3日、ニッショーホール）[76]
  - ISM FC 5周年企画 「バス旅 in 伊香保」〜ウチらが一番はしゃいじゃってもいいですか？〜 （2025年7月5日）
- 菊池さんちの修司くん、26歳になったってよ！ 〜今年は大好きなみんなに祝ってもらう！ 〜 3部『大なり昇なり修司誕生なり』ゲスト出演（2021年10月31日、TOKYO FM HALL）[77]
- 『リモート探偵』公開舞台挨拶（2021年12月19日、浜離宮朝日ホール 小ホール）[78]
- 『リモート探偵』DVD発売先行イベント（2022年3月27日、浜離宮朝日ホール 小ホール）
- ACTORS☆LEAGUE in Games
  - 2022 （2022年5月2日、幕張イベントホール） [79]
  - 2023（2023年6月19日、日本武道館） [80]
  - 2024（2024年6月11日、幕張イベントホール）[81]
  - 2025（2025年6月10日、東京ガーデンシアター）[82]

- ACTORS☆LEAGUE in Dance
  - 2024（2024年8月27日、有明アリーナ）[83]
  - 2025（2025年8月26日〈予定〉、国立代々木競技場 第一体育館）[84]
- ACTORS☆LEAGUE in Futsal
  - 2025（2025年10月7日〈予定〉、東京体育館 メインアリーナ）[85]
- 定本楓馬 BIRTHDAY EVENT 2022  2部 ゲスト出演（2022年11月23日、浜離宮朝日ホール 小ホール）[86]
- あくたーず☆りーぐ アートフェスタ in よみうりランド「フラワーパークでらんらんRUN」（2023年11月19日、らんらんホール）- ゲストアーティスト[87]
- シチュエーションドラマシリーズ「処方箋男子 Vol. 7」リリースイベント(2024年4月27日、アゴラカフェ)
- 高橋祐理 Birthday Event2024 1部ゲスト出演（2024年7月21日、シアター代官山）
- 三重テラス11周年記念感謝祭 一日店長企画 （2024年9月21日、三重テラス）[88]
- 「JR関西線12駅途中下車の旅」PRイベント（2024年12月8日、三重テラス）[89]
- ASIA esports EXPO（2025年3月29日 - 3月30日、Aichi Sky Expo）[90]
- 高橋祐理Birthday Event&LIVE～25～ 1部ゲスト出演(2025年6月8日、渋谷 Studio Freedom)[91]
- RSK presents.GROOVY ON vol.6(2025年9月6日、横浜ReNY beta)[92]

## ライブ
| 日程                   | タイトル                                                  | 種別   | 会場・備考 |
| ---------------------- | --------------------------------------------------------- | ------ | --- |
| 2022年3月20日          | 1st LIVE 『BIG DAY 〜Piece Of Life〜』                    | ライブ | 新宿ReNY *松田昇大単独初ライブ。                                                                                         |
| 2023年1月14日・15日    | 2nd LIVE 『PACKAGE』                                      | ライブ | 赤羽ReNY alpha |
| 2023年6月17日-12月24日 | 『monochrome』vol.1〜4                                    | ライブ | 4会場7公演 6/17 unravel Tokyo（東京都） 9/17 Cirus Nagoya(愛知県) 10/1 心斎橋AtlantiQs(大阪府) 12/24 青山RizM(東京都)    |
| 2023年10月1日          | 『Road to BUDOUKAN』                                      | ライブ | 心斎橋AtlantiQs *松田昇大として初の対バンライブ。                                                                        |
| 2024年3月23日          | 3rd LIVE『新世界 ～RGB』                                  | ライブ | 新宿ReNY |
| 2024年5月3日-12月29日  | 3rd mini Album 「RGB」 release tour【新世界〜ウツロイ〜】 | ツアー | 5会場10公演 5/6 INSA(福岡県) 8/25 MMブロンテ(神奈川県) 9/1 RAD HALL (愛知県) 10/19 VARON (大阪府) 12/29 新宿ReNY(東京都) |
| 2025年3月2日           | 4th Mini Albumリリース記念LIVE「雪月風花 Release Party」  | ライブ | GT LIVE TOKYO |
| 2025年4月29日-7月27日  | 4th ミニアルバム『雪月風花』 RELEASE LIVE TOUR            | ツアー | 4/29 RUIDO (大阪府) 5/31 Heat Land (愛知県) 6/15 赤羽ReNY alpha (東京都) 7/27 INSA (福岡県)                              |

## 楽曲

### アルバム
| 枚  | 発売日         | タイトル      | 収録曲 |
| --- | -------------- | ------------- | --- |
| 1st | 2022年2月23日  | Piece of Life | 1.BIGDAY 2.Maze Of Love 3.Into You 4.Lost -作詞作曲:松田昇大 5.Play The Game                                                                                   |
| 2nd | 2022年12月21日 | Picture Frame | 1.Luv you crazy -作詞:松田昇大 2.No Damage -作詞作曲:松田昇大 3.bubble -作詞作曲:松田昇大 4.Lovin' you -作詞作曲:松田昇大 5.It's gonna be all right            |
| 3rd | 2024年2月28日  | RGB           | 1.新世界 -作詞作曲:松田昇大 2.Lonely -作詞作曲:松田昇大 3.iris -作詞作曲:松田昇大 4.Masquerade -作詞作曲:松田昇大,風雅 5.Kaleidoscopic -作詞作曲:松田昇大,風雅 |
| 4th | 2025年2月26日  | 雪月風花      | 1.誓い -作詞:松田昇大 2.月の端、照らす星 -作詞:松田昇大 3.Live in the moment-作詞:松田昇大 4.蒼海 -作詞:松田昇大 5.恋ひ渡し -作詞:松田昇大                     |

### シングル
- 「Masquerade」（2023年6月25日）
- 「iris」（2023年8月22日）
- 「Kaleidoscopic」（2023年10月28日）

### 共作
- 「あの日のSummer Days」- 作詞作曲:松田昇大,iyo（2022年9月7日） - 「松田昇大のM BOX」公式テーマソング

## 書籍

### 写真集
- FIRST PHOTO BOOK『Dialogue』（2021年1月13日、エス・エル・エフ、撮影：計良治近[101]）[102]
- 松田昇大 2nd写真集『目次』（2025年1月5日、エス・エル・エフ、撮影：Daisuke Koike[103]）